# 火焰之舞
《火焰之舞》為踢踏舞王麥可·佛萊利表演的一個著名的巡迴演出，其音乐制作為羅南·哈迪曼。該舞曲於90年代開始全球巡演。

## 表演大綱和評價
《火焰之舞》被認為是愛爾蘭踢踏舞王麥可佛萊利舞蹈生涯中的經典鉅作。
1998年海德公園首演
海德公園首演最初是為麥可佛莱特之前的節目《舞王》的一次性表演而去創作的。它於1998年7月25日於倫敦海德公园一個開放式的舞台場所首演，該場可容纳約25,000人。節目以麥可佛莱特的獨奏-《火焰之舞》為基礎。
2000/2001世界巡演
2000年3月，《火焰之舞》世界巡迴公演於德國首演，足跡遍及比利時、奧地利、荷蘭及瑞士，演出近一百場，觀眾總計達百萬人，其中在匈牙利布達佩斯的演出共超過十萬名觀眾觀賞。演出後被讚譽道「《火焰之舞》憑著爆發力十足的舞台氣勢，在踢踏舞劇史上刻下了不朽的傳奇」。2001年6月，《火焰之舞》巡迴美國二十個城市，其中在麥迪遜花園廣場的演出，被親臨現場的觀眾譽為「舞台表演的經典作」。

## 樂隊成員
- 麥可·佛萊利（Michael Flatley） - 長笛手
- 科拉·史密斯（英语：Cora Smyth）及 梅里亞德·內斯比特（英语：Máiréad Nesbitt） - 小提琴手
- 埃蒙·拜恩（英语：Eammon Byrne） - 貝斯手
- 保羅·德倫（英语：Paul Drennen） - 鍵盤手
- 傑森·達菲（英语：Jason Duffy） - 鼓手 （1998年海德公園）
- 加里·沙利文（英语：Gary Sullivan） - 鼓手 （2000/2001世界巡迴演出）
- 杰拉德·法赫（英语：Gerard Fahey） - 管口哨手
- 戴夫·凱里（英语：Dave Keary） - 吉他手
- 約翰·麥肯 - 合唱團首領

## 演出內容

### 1998年海德公園演出

#### 主演
- 舞王：麥可·佛萊利
- 黑暗之王 – 唐德卡：戴爾·諾蘭（英语：Daire Nolan）
- 愛爾蘭少女 – 蘇爾絲：貝納代特·弗林（英语：Bernadette Flynn）
- 蠍美人 – 莫琳安：吉莉安·諾里斯（英语：Gillian Norris）
- 居爾特女神 – 愛靈：安·巴克利（英语：Ann Buckley）
- 小精靈 – 海倫·伊根（英语：Helen Egan）

#### 曲目
| 第I幕 1. 居爾特的哭泣（Cry of the Celts） 2. 愛爾蘭女神（Marble Halls） 3. 居爾特的夢想（Celtic Dream） 4. 勇士們（The Warriors） 5. 吉普賽（Gypsy） 6. 在彩虹上跳舞（Dance Above The Rainbow）（器樂） 7. 小提琴角逐戰（Dueling Violins）（器樂） 8. 逃走（Breakout） 9. 指揮官（Warlords） 10. 愛爾蘭女神（Magdain Mara） 11. 舞王（Lord of the Dance）（器樂） 12. 祭司（High Priests） 13. 微風輕哨（Whispering Wind） 14. 為愛而舞（Dance of Love） | 第II幕 1. 危險遊戲（Dangerous Games） 2. 地獄的廚房（Hell's Kitchen） 3. 完好如初的笛子（Spirit's Lament） 4. 激動的夜晚（Fiery Nights） 5. 輓歌（Lament） 6. 居爾特的火焰（Celtic Fire） 7. 賽思莎（Siamsa） 8. 卡瑞克弗格斯（Carrickfergus） 9. 偷吻（Stolen Kiss） 10. 夢魘（Nightmare） 11. 決鬥（The Duel）（器樂） 12. 勝利（Victory）（器樂） 13. 火焰之舞（Feet of Flames） 14. 愛爾蘭行星（Planet Ireland）（器樂） |

### 2000/2001世界巡迴演出

#### 主演
- The Firespirit – 麥可·佛萊利
- The Swan （2000/2001） – 莎拉·克拉克（英语：Sarah Clarke（Irish musicologist））
- The Swan （2001） – 貝納代特·弗林（英语：Bernadette Flynn）
- Cleopatra – 利·安·麥肯納（英语：Leigh Ann McKenna）
- Alternating Cleopatra – 凱莉·亨德利（英语：Kelly Hendry）
- The Dark Lord – 史蒂芬·布魯寧（英语：Stephen Brunning）
- The Court Jester – 海倫·伊根（英语：Helen Egan）
- The Irish Queen – 安·巴克利（英语：Ann Buckley）

#### 曲目
第I幕
- 1. The Court of the High Kings
- 2. Firedance
- 3. The Irish Queen （器樂）
- 4. Dance of the Swans
- 5. Warriors
- 6. Cleopatra's Spell
- 7. Fire Strings
- 8. Strip Jig （器樂）
- 9. Warlords
- 10. The Irish Queen
- 11. Kaleidoscope
- 12. Celtic Fire

第II幕
- 13. The High Kings
- 14. The Jester's Capture
- 15. Hell's Kitchen
- 16. Shalamar
- 17. The Swan's Dream
- 18. Thunder and Lightning
- 19. The Irish Queen
- 20. Stolen Kiss
- 21. Jester's Nightmare
- 22. The Duel
- 23. Victory March （器樂）
- 24. Victory Dance （器樂）
- 25. Feet of Flames （器樂）
- 26. Planet Ireland （器樂）